# Steve Stevens
Steve Stevens (New York, 5 mei 1959) is een Amerikaanse gitarist. Hij werd geboren als Steven Bruce Schneider en is vooral bekend van zijn gitaarwerk voor Billy Idol, maar werkt ook solo en werkte ook voor onder andere Robert Palmer en Michael Jackson.

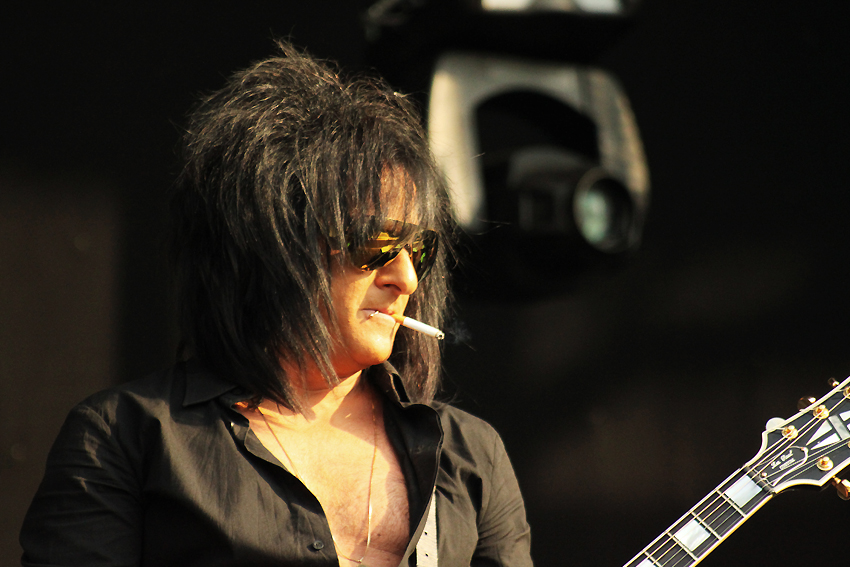
Steve Stevens aan het optreden op het Bospop festival 2010, Weert, Nederland

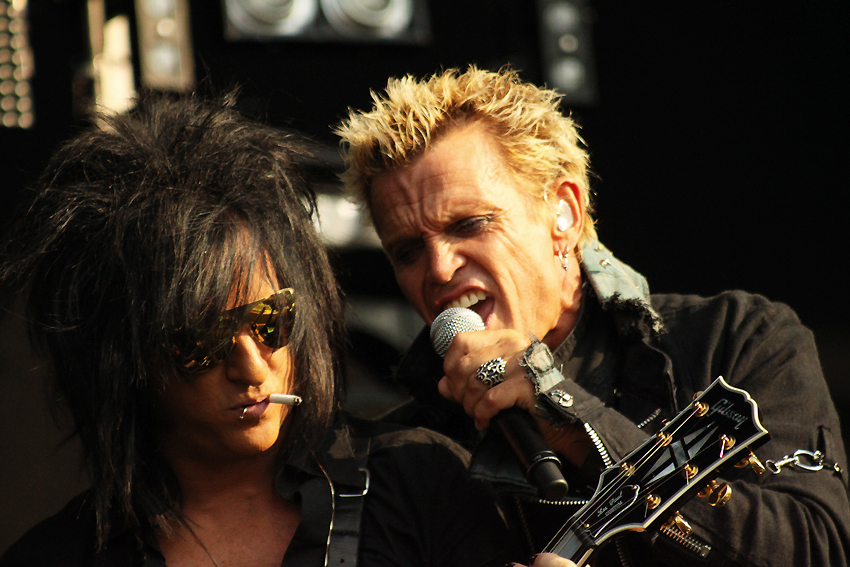
Steve Stevens aan het optreden met Billy Idol op het Bospop festival 2010, Weert, Nederland

## Discografie (solo)

### Albums
Solo:
- The Guitar World According To Steve Stevens (1986 cassette van het muziekblad Guitar World)
- Atomic Playboys (1989)
- Akai Guitar Sample Collection (1994)
- Flamenco A Go Go (1999)
- Memory Crash (2008)

met Billy Idol:
- Billy Idol (1982)
- Rebel Yell (1983)
- Whiplash Smile (1986)
- Vital Idol (1987)
- 11 Of The Best (1988)
- Storytellers (2001)
- Behind The Music (2002)
- Devil's Playground (2005)

Bozzio Levin Stevens:
- Black Light Syndrome (1997)
- Situation Dangerous (2000)

Steve Stevens werkte o.a. ook mee aan:
- Ric Ocasek - this side of paradise (1986)
- Thompson Twins - here's to future days (1987)
- The System - don't disturb this groove (1987)
- Joni Mitchell - chalk mark in a rain storm (1988)
- Adam Bomb - new york times (opgenomen 1989/90, uitgebracht 2001)
- Robert Palmer - don't explain (1990)
- McQueen Street - mcqueen street (1991)
- Jerusalem Slim - jerusalem slim (1992)
- Vince Neil - exposed (1993)
- Scooter - our happy hardcore / rough & tough & dangerous singles (1994)
- Steve Lukather - lukather (1996)
- Angelica - angelica (1997)
- Vas - offerings (1998)
- Nicky Gebhard & Gee Fresh - no cry, just music (1998)
- Kyosuke Himuro - beat haze odyssey (1998)
- The Outpatience - anxious disease (1999)
- Gregg Bissonette - submarine (2000)
- Andy - and my heart (2000)
- Chris Squire & Billy Sherwood - conspiracy (2000)
- Juno Reactor - shango (2000)
- Simon Shaheen - blue flame (2001)
- New Morty Show - mortyfied!(2001)
- Faudel - samra (2001)
- Jizzy Pearl - just a boy (2004)
- Derek Sherinian - mythology (2004)
- Queen V - queen v (2005)

various artists:
- guitar's practising musicians volume 2: Funkcaution (1991)
- crossfire / a tribute to Stevie Ray: Cold Shot(1996)
- twang / a tribute to Hank and The Shadows: The Savage (1996)
- sounds of wood and steel vol. 1: Sadhana (1998)
- merry axemas vol. 2 / more guitars for Christmas: Do You Hear What I Hear (1998)
- the christmas that almost wasn't: Evilard (The Song) + Evilard Reprise (2001)
- stone cold queen / a tribute to queen: Stone Cold Crazy (2001)
- world cup broadcast / fuji television soccer legends (Japan) (2006)

### Singles
- Harold Faltermeyer & Steve Stevens - top gun anthem (1986)
- Michael Jackson - dirty diana (1987)
- Steve Stevens Atomic Playboys - atomic playboys (1989)
- Billy Idol - speed (1994)
- Juno Reactor - pistolero (2001)
- Juno Reactor - hotaka (2002)
- Billy Idol - scream (2005)

- Biblioteca Nacional de España: XX1587533
- Bibliothèque nationale de France: cb13926417t (data)
- Gemeinsame Normdatei: 134530845
- International Standard Name Identifier: 0000 0001 2095 9145
- Library of Congress Control Number: n92120899
- MusicBrainz: 51cc88e9-657b-4cda-bcb7-0a8faa753b02
- Nationale Bibliotheek van Tsjechië: xx0093062
- Nationale Bibliotheek van Israël: 987007332265405171
- Système universitaire de documentation: 148956777
- Virtual International Authority File: 61734008
- WorldCat: E39PBJxcXmtJYVqX6QXYBvcdcP